# Plegra
Plegra (Πλέγρα) est une localité en Paphlagonie intérieure citée par Ptolémée.

## Mentions chez les auteurs anciens
- Ptolémée, V, 4, 5.

## Sources
- Johanna Schmidt, « Plegra », RE, vol. 21, col. 189, 1951.